# Hélène d'Égypte (peintre)
Pour les articles homonymes, voir Hélène.
Hélène était une peintre égyptienne ayant vécu au IVe siècle av. J.-C.
C'est son père, Timon l'Égyptien (Photius), également artiste, qui lui avait enseigné l'art de la peinture. Hélène était active après la mort d'Alexandre le Grand en 323 av. J.-C.  
Hélène a peint une scène représentant la victoire d'Alexandre le Grand sur l'armée perse de Darius III lors de la bataille d'Issos en Cilicie,.
Pline l'Ancien écrivit que la peinture La Bataille d'Issos était l'unique œuvre référencée d'Hélène de laquelle une reproduction a été réalisée en mosaïque. Effectivement une reproduction en mosaïque de la bataille d'Issos (la mosaïque d'Alexandre) fut trouvée à Pompeii. Bien qu'aucune autre mosaïque de cette époque n'ait été trouvée, l'attribution à Hélène reste un sujet de discussion,.
Hélène d'Égypte est mentionnée dans les écrits de Ptolémée Héphestion, un grammairien originaire d’Alexandrie. Il nous apprend notamment que la peinture de l’Égyptienne est précisément celle de la bataille d’Issos.

## Postérité

### Littérature
- Hélène d'Égypte est référencée dans le Dictionnaire des peintres de toutes les écoles depuis l'origine de la peinture jusqu'à nos jours d'Adolphe Siret (1874)[5]

### Art contemporain
- Hélène d'Égypte figure parmi les 1 038 femmes référencées dans l'œuvre d’art contemporain The Dinner Party (1979) de Judy Chicago. Son nom y est associé à Sappho[6],[7].

### Note
- (en) Cet article est partiellement ou en totalité issu de l’article de Wikipédia en anglais intitulé « Helena of Egypt » (voir la liste des auteurs).